# Золотая Слобода
Золотая Слобода (укр. Золота Слобода) — село в Козовской поселковой общине Тернопольского района Тернопольской области Украины.
До 2020 года входило в Козовский район.
Код КОАТУУ — 6123083601. Население по переписи 2001 года составляло 901 человек.

## Географическое положение
Село Золотая Слобода находится на левом берегу реки Студенка,
выше по течению на расстоянии в 3 км расположен посёлок Козова,
ниже по течению на расстоянии в 3 км расположено село Росоховатец.

## История
- 1785 год — дата основания.

## Объекты социальной сферы
- Школа I—II ст.
- Детский сад.
- Дом культуры.
- Фельдшерско-акушерский пункт.

## Достопримечательности
- Братская могила советских воинов.